# Georgetown (Mississippi)
Pour les articles homonymes, voir Georgetown.
La ville américaine de Georgetown est située dans le comté de Copiah, dans l’État du Mississippi. Elle comptait 344 habitants lors du recensement de 2000.

## Source
- (en) Cet article est partiellement ou en totalité issu de l’article de Wikipédia en anglais intitulé « Georgetown, Mississippi » (voir la liste des auteurs).